# PlayStation Network
PlayStation Network, vaak afgekort tot PSN is een dienst voor online gaming en multimedia die ontwikkeld werd door Sony Interactive Entertainment voor gebruik met de PlayStation 3, PlayStation Portable en PlayStation Vita. Sinds 15 november 2013 is het ook in gebruik voor de PlayStation 4. Sinds december 2019 zijn er maandelijks 103 miljoen actieve gebruikers wereldwijd.

## Netwerk functies
Het PlayStation Network is zowel gratis als in abonnement dienst beschikbaar, die bekend staat als PlayStation Plus. Een vergelijking tussen de gratis en Premium diensten:
| Functie                                                        | PSN Gratis     | PS Plus | Extra benodigdheden  | PlayStation Vita | PlayStation 3                                                | PlayStation 4 |
| -------------------------------------------------------------- | -------------- | ------- | -------------------- | ---------------- | ------------------------------------------------------------ | ------------- |
| Auto-updates                                                   | Ja · Nee (PS3) | Ja      |                      | Ja               | Ja                                                           | Ja            |
| Avatars                                                        | Ja             | Ja      |                      | Ja               | Ja                                                           | Ja            |
| Cloudopslag                                                    | Nee            | Ja      |                      | Ja               | Ja                                                           | Ja            |
| Community's                                                    | Ja             | Ja      |                      | Nee              | Nee                                                          | Ja            |
| Free to Play games                                             | Ja             | Ja      |                      | Ja               | Ja                                                           | Ja            |
| Gameplay uitzenden Dailymotion, Twitch, YouTube Live           | Ja             | Ja      |                      | Nee              | Nee                                                          | Ja            |
| Internetbrowser                                                | Ja             | Ja      |                      | Ja               | Ja                                                           | Ja            |
| Maandelijkse games Instant Game Collection                     | Nee            | Ja      |                      | Ja               | Ja                                                           | Ja            |
| Media delen Dailymotion, Facebook, Twitter, YouTube, USB-stick | Ja             | Ja      |                      | Nee              | Nee (Dailymotion, Facebook, Twitter, Youtube) Ja (USB-stick) | Ja            |
| Online Multiplayer                                             | Ja · Nee (PS4) | Ja      |                      | Ja               | Ja                                                           | Ja            |
| Remote Play                                                    | Ja             | Ja      | Ondersteund apparaat | Ja               | Ja                                                           | Ja            |
| Share Play                                                     | Nee            | Ja      |                      | Nee              | Nee                                                          | Ja            |
| Spraak/party chat                                              | Ja             | Ja      |                      | Ja               | Nee                                                          | Ja            |
| Spraakberichten                                                | Ja             | Ja      |                      | Ja               | Nee                                                          | Ja            |
| Videoclips opnemen 60 minuten                                  | Ja             | Ja      |                      | Nee              | Nee                                                          | Ja            |
| Apps en entertainment diensten                                 |                |         |                      |                  |                                                              |               |
| Amazon Prime Video                                             | Ja             | Ja      |                      | Nee              | Ja                                                           | Ja            |
| Crunchyroll                                                    | Ja             | Ja      |                      | Ja               | Ja                                                           | Ja            |
| Dailymotion                                                    | Ja             | Ja      |                      | Nee              | Nee                                                          | Ja            |
| Disney+                                                        | Ja             | Ja      |                      | Nee              | Nee                                                          | Ja            |
| EA Access                                                      | Ja             | Ja      |                      | Nee              | Nee                                                          | Ja            |
| Eurosport Player                                               | Ja             | Ja      |                      | Nee              | Nee                                                          | Ja            |
| Film1                                                          | Ja             | Ja      |                      | Nee              | Ja                                                           | Ja            |
| Gamereactor                                                    | Ja             | Ja      |                      | Nee              | Nee                                                          | Ja            |
| IGN                                                            | Ja             | Ja      |                      | Nee              | Ja                                                           | Ja            |
| Littlstar VR Cinema                                            | Ja             | Ja      |                      | Nee              | Nee                                                          | Ja            |
| MUBI                                                           | Ja             | Ja      |                      | Nee              | Ja                                                           | Ja            |
| Netflix                                                        | Ja             | Ja      |                      | Nee              | Ja                                                           | Ja            |
| NLZiet                                                         | Ja             | Ja      |                      | Nee              | Nee                                                          | Ja            |
| NOS                                                            | Ja             | Ja      |                      | Nee              | Ja                                                           | Ja            |
| Pathé Thuis                                                    | Ja             | Ja      |                      | Nee              | Ja                                                           | Ja            |
| PlayMemories Online                                            | Ja             | Ja      |                      | Nee              | Nee                                                          | Ja            |
| PlayStation Access                                             | Ja             | Ja      |                      | Nee              | Nee                                                          | Ja            |
| PlayStation F.C. UEFA Champions League                         | Ja             | Ja      |                      | Nee              | Nee                                                          | Ja            |
| PlayStation Now                                                | Ja             | Ja      |                      | Nee              | Nee                                                          | Ja            |
| Plex                                                           | Ja             | Ja      |                      | Nee              | Ja                                                           | Ja            |
| Qello Concerts                                                 | Ja             | Ja      |                      | Nee              | Ja                                                           | Ja            |
| Red Bull TV                                                    | Ja             | Ja      |                      | Nee              | Ja                                                           | Ja            |
| SHAREfactory                                                   | Ja             | Ja      |                      | Nee              | Nee                                                          | Ja            |
| Spotify (PlayStation Music)                                    | Ja             | Ja      |                      | Nee              | Ja                                                           | Ja            |
| Tennis TV                                                      | Ja             | Ja      |                      | Nee              | Nee                                                          | Ja            |
| TuneIn Radio                                                   | Ja             | Ja      |                      | Ja               | Ja                                                           | Nee           |
| Twitch                                                         | Ja             | Ja      |                      | Ja               | Ja                                                           | Ja            |
| Vevo                                                           | Ja             | Ja      |                      | Nee              | Ja                                                           | Ja            |
| Videoland                                                      | Ja             | Ja      |                      | Nee              | Ja                                                           | Ja            |
| WWE Network                                                    | Ja             | Ja      |                      | Nee              | Ja                                                           | Ja            |
| YouTube                                                        | Ja             | Ja      |                      | Nee              | Ja                                                           | Ja            |
| Mogelijk diverse verhuur/abonnementskosten van toepassing.     |                |         |                      |                  |                                                              |               |

## Gebruikersinformatie

### Registratie
Registratie gebeurt via de PlayStation 3, PlayStation Portable, PlayStation Vita, PlayStation 4 of Pc. Twee soorten accounts kunnen worden gecreëerd; Master accounts en Sub-accounts. Master accounts geven volledige toegang tot alle instellingen, met inbegrip van de ouderlijk toezicht. De gebruiker moet wel ouder zijn dan 18 jaar om een Master account te kunnen maken. Vervolgens kunnen Sub-accounts worden gemaakt waarbij de gebruiker van de Master account eventuele beperkingen kan opleggen aan de gebruiker van de Sub-account. Ook bestaat er een PlayStation Plus abonnement. De gebruiker kiest hierbij tussen drie pakketten, een pakket voor 1 maand lid, 3 maanden lid of het pakket voor een jaar lang. Bij dit abonnement krijgt de gebruiker kortingen, een uur lang gratis een spel uitproberen en toegang tot de Instant Game Collection waar er maandelijks keuze is uit gratis games zowel voor de PlayStation 3, als de PlayStation Vita en de PlayStation 4.
Aangezien de accounts niet gekoppeld worden aan het PlayStation 3 serienummer, waarmee gebruikers tweedehands consoles kunnen kopen en verkopen, kunnen ze worden gebruikt op verschillende consoles als gast-gebruiker. Een enkele console kan dus meerdere Master accounts hebben, dat is makkelijk toe te voegen. Het is mogelijk om gekochte items te downloaden naar de console van een vriend en er is geen account nodig om toegang te krijgen tot de webbrowser op de console. Je bent echter wel verplicht om je te registreren bij het PlayStation Network om items te kunnen downloaden vanuit de PlayStation Store. De mogelijkheid om gebruik te maken van de PlayStation Store content licenties voor het opnieuw downloaden is beperkt tot vijf verschillende PlayStation 3 consoles.
PlayStation Network werd gelanceerd in november 2006 zodat de lancering samenviel met de lancering van de PlayStation 3 in Noord-Amerika en Japan. Door het uitstel van de Europese lancering tot maart 2007, gaf Sony de inwoners van Europa de mogelijkheid om zich te pre-registreren via pc zodat zij hun favoriete PSN-ID al op voorhand konden reserveren en snel over hun gegevens konden beschikken op de dag van de lancering.

### Trofeeën
Trofeeën is een prestatie-systeem dat werd ingevoerd voor de PlayStation 3 bij firmware-update 2.40.
Er zijn vier verschillende soorten trofeeën: brons, zilver, goud en platina. Elke trofee wordt opgenomen in een level-systeem dat verbonden is met het PlayStation Network profiel van de speler. Gouden trofeeën geven uiteraard meer vooruitgang aan het level van de speler dan zilver, en zilver meer dan brons. Platina wordt toegekend als de speler alle trofeeën heeft verzameld in een spel. Er zijn echter ook enkele (kleinere) games, vooral PlayStation Network games, die niet beschikken over een platina trofee. Ook zijn er gratis games op het PlayStation Network te vinden die ook trofeeën bevatten. De trofeeën worden getoond op het PlayStation Network profielvenster van de speler, alsook het level van de speler.
Op 20 november 2008 kondigde Sony aan dat de ondersteuning voor het trofeeën-systeem verplicht zal zijn voor alle spellen die uitkomen vanaf januari 2009.

## PlayStation Plus
Online gamen met de PlayStation 3, PlayStation Vita en PlayStation Portable is gratis. Wel kan de gebruiker kiezen voor een betaald lidmaatschap genaamd PlayStation Plus. Hij krijgt hierdoor korting op bepaalde spellen, kan bepaalde spellen voor de aankoop een uur gratis uitproberen en heeft toegang tot de Instant Game Collection, waarbij de gebruiker elke maand 2 gratis games per platform (m.u.v de PSP) kan downloaden. PlayStation Plus kan in 2022 per maand, per 3 maanden of per jaar worden aangeschaft.
Alleen op de PlayStation 4 die op 29 november 2013 in Europa is verschenen, moet de gebruiker het betaalde PlayStation Plus abonnement hebben om gebruik te kunnen maken van online multiplayer.

## Beschikbaarheid
PlayStation Network is anno 2022 in 70 landen beschikbaar. Het is mogelijk voor niet ondersteunde gebieden om toegang tot het PlayStation Network te krijgen als de gebruiker een adres invult van een land waar PSN officieel beschikbaar is.
- Argentinië
- Australië
- Bahrein
- België
- Bolivia
- Brazilië
- Bulgarije
- Canada
- Chili
- China
- Colombia
- Costa Rica
- Cyprus
- Denemarken
- Duitsland
- Ecuador
- El Salvador
- Finland
- Frankrijk
- Griekenland
- Guatemala
- Honduras
- Hongarije
- Hongkong
- Ierland
- IJsland
- India
- Indonesië
- Israël
- Italië
- Japan
- Koeweit
- Kroatië
- Libanon
- Luxemburg
- Maleisië
- Malta
- Mexico
- Nederland
- Nicaragua
- Nieuw-Zeeland
- Noorwegen
- Oekraïne
- Oman
- Oostenrijk
- Panama
- Paraguay
- Peru
- Polen
- Portugal
- Qatar
- Roemenië
- Rusland
- Saoedi-Arabië
- Singapore
- Slovenië
- Slowakije
- Spanje
- Taiwan
- Thailand
- Tsjechië
- Turkije
- Uruguay
- Verenigd Koninkrijk
- Verenigde Arabische Emiraten
- Verenigde Staten
- Zuid-Afrika
- Zuid-Korea
- Zweden
- Zwitserland